# Роанок Даззл
Роанок Даззл (англ. Roanoke Dazzle) — команда Лиги развития НБА, базировавшаяся в городе Роанок (штат Виргиния, США). Выступала в Д-Лиге с сезона 2001/2002 по сезон 2005/2006. «Даззл» вернули профессиональный баскетбол в Роанок с тех пор, как в 1970-х годах клуб «Вирджиния Сквайрз» базировался там. Домашние матчи команда проводила на стадионе «Роанок Сивик Центр». В логотипе команды была изображена звезда, движущаяся по рельсам вокруг баскетбольного мяча.

## История франшизы
В августе 2000 года Национальная баскетбольная лига развития (NBDL) объявила, что Роанок рассматривается в качестве места для одной из первых команд новой лиги. Роанок конкурировал с другим городом из Виргинии — Хамптоном. Роанок рассматривался как потенциальное место для франшизы, исходя из его населения, размера арены и отсутствия крупной баскетбольной программы NCAA в долине Роанок. 18 мая 2001 года, после достижения соглашения о проведении домашних игр в Роанок Сивик Центр, NBDL объявила Роанок пятым клубом лиги. Это объявление означало возвращение профессионального баскетбола в Роанок после ухода команды «Вирджиния Сквайрз» из Американской баскетбольной ассоциации после сезона 1972/1973.
К июню 2001 года Донна Дэниелс была назначена президентом команды, а Кент Дэвисон был объявлен первым главным тренером в истории франшизы. 18 июля 2001 года Дэниелс объявил о прозвище команды — «Даззл». Название было выбрано намеренно, чтобы не отражать железнодорожное наследие Роанока, поскольку две другие профессиональные команды из других видов спорта, «Роанок Экспресс» и «Роанок Стим», носили имя связанное с железной дорогой. «Даззл» одержали победу в первом матче 18 ноября 2001 года против «Мобил Ревелерс».
«Даззл», показывая средние резульаты, наравне с другой командой основательницей «Фейетвилл Пэтриотс» дольше всех продержались в лиге, не меняя названия и места базирование. Обе команды принадлежали НБА на протяжении всех пяти сезонов. Однако 1 мая 2006 года Лига развития объявила, что НБА больше не будет управлять клубом «Роанок Даззл». Президент лиги Фил Эванс вкратце высказался о возможности создания местной группы владельцев, управляющей командой. Однако, когда такая группа не сформировалась, команда была расформирована.

## Статистика сезонов
| Роанок Даззл     |                  |     |     |       |                                                      |
| 2001/2002        | 8-е              | 18  | 38  | 32,1% |                                                      |
| 2002/2003        | 4-е              | 26  | 24  | 52,0% | Поражение в полуфинале (Фейетвилл Пэтриотс) 2–0      |
| 2003/2004        | 5-е              | 20  | 26  | 43,5% |                                                      |
| 2004/2005        | 4-е              | 26  | 22  | 54,2% | Поражение в полуфинале (Коламбус Ривердрагонс) 96–89 |
| 2005/2006        | 4-е              | 25  | 23  | 52,1% | Поражение в полуфинале (Форт-Уэрт Флайерз) 87–78     |
| Регулярный сезон | Регулярный сезон | 115 | 133 | 46,4% | 2001–2006                                            |
| Плей-офф         | Плей-офф         | 0   | 3   | 0,0%  | 2001–2006                                            |